# Hüttenberg, Hessen
Hüttenberg är en kommun i Lahn-Dill-Kreis i Regierungsbezirk Gießen i förbundslandet Hessen i Tyskland. 
Kommunen bildades 1 augusti 1968 genom en sammanslagning av de tidigare kommunerna Hochelheim och Hörnsheim. Hüttenberg gick 1 januari 1977 samman med kommunerne Reiskirchen, Schwingbach och Volpertshausen i den nya kommunen Hüttenberg.